# Gempol (Pasuruan)
Gempol is een bestuurslaag in het regentschap Pasuruan van de provincie Oost-Java, Indonesië. Gempol telt 12.112 inwoners (volkstelling 2010).